# Aksel Schiøtz
Aksel Schiøtz, född den 1 september 1906 i Roskilde, död den 19 april 1975 i Köpenhamn, var en dansk tenor. Han är far till vissångerskan Birgitte Grimstad.
Efter att ha blivit candidatus magisterii i danska och engelska i Köpenhamn 1930 debuterade han på Det kongelige Teater i Mozarts Così fan tutte 1931. Men det var inte som operasångare Schiøtz gjorde karriär.
Han är ihågkommen för sina tolkningar av danska sånger och av Schuberts och Schumanns Lieder och Bellmans sånger. Under Andra världskriget blev han mycket populär genom sina inspelninger av danska sånger från 1800- och det tidiga 1900-talet. Han medverkade också i Weyse-filmen Jeg har elsket og levet (1940).
År 1954 emigrerade han till USA, där han var professor i sång i 14 år. Från 1955 till 1957 var han professor i musik vid University of Minnesota i Minneapolis. 1968 kom han tillbaka till Danmark till en professur på Danmarks Lærerhøjskole, som han innehade till sin död.

## Utmärkelser
- Riddare av Dannebrogorden,  1947[5]

[Redigera Wikidata]